# Ostrožský potok
Ostrožský potok je menší vodní tok ve Smrčinách, pravostranný přítok Nebeského potoka v okrese Cheb v Karlovarském kraji. Délka toku měří jeden kilometr.

## Průběh toku
Potok pramení pod vrchem Kozina (642 m) u silnice I/64 jižně od vsi Nebesa, části Aše, v nadmořské výšce 633 metrů a teče zprvu jižním, posléze jihovýchodním směrem. Potok podtéká železniční trať Cheb – Hranice v Čechách a po celou délku toku lesním terénem Slatinného lesa. Potok cestou zprava přijímá dva bezejmenných potoků. Západně od Skalky, části Hazlova, se Ostrožský potok zprava vlévá do Nebeského potoka v nadmořské výšce 586 metrů.